# كوليت
كوليت (بالفرنسية: Sidonie-Gabrielle Colette)‏ روائية فرنسية الاسم الأدبي لها سيدوني غابرييل كوليت ولدت في 28 يناير 1873 بسان سافور في بويساي بيون . توفت في 3 أغسطس 1954 في باريس. انتخبت عضوة في أكاديمية غونكور عام 1910 بعد وفاة جودي جوتيه.
رفضت الكنيسة الرومانية الكاثوليكية القيام بمراسم دينية في دفنها بسبب طلاقها، ولكن من جهة أخرى قامت فرنسا بتكريمها، هي أول امرأة في الجمهورية تنظم لها جنازة رسمية. دُفنت في مقبرة بير لاشيز في باريس. وترقد ابنتها بجانبها.

## روابط خارجية
- كوليت على موقع IMDb (الإنجليزية)
- كوليت على موقع الموسوعة البريطانية (الإنجليزية)
- كوليت على موقع مونزينجر (الألمانية)
- كوليت على موقع ألو سيني (الفرنسية)
- كوليت على موقع ميوزك برينز (الإنجليزية)
- كوليت على موقع أول موفي (الإنجليزية)
- كوليت على موقع قاعدة بيانات برودواي على الإنترنت (الإنجليزية)
- كوليت على موقع قاعدة بيانات برودواي على الإنترنت (الإنجليزية)
- كوليت على موقع قاعدة بيانات الأفلام السويدية (السويدية)
- كوليت على موقع إن إن دي بي (الإنجليزية)